# 완주 구룡암 사법어
완주 구룡암 사법어(完州 九龍庵 四法語)는 대한민국 전북특별자치도 완주군 경천면 구룡암에 있는, 고승 4인의 법어를 1562년 간행한 언해본 책이다. 2019년 12월 20일 전라북도의 유형문화재 제263호로 지정되었다.

## 개요
완주 구룡암이 소장하고 있는 사법어는 고승 4인의 법어를 1562년 간행한 언해본으로서 현존하는 유일한 판본이다.
책의 하단이 일부 훼손되어 있으나 전체적 내용이 완전하게 보존되어 있으며 임진왜란 이전 불경 언해본의 특징을 보여주고 있고 16세기 중세국어 연구에 필요한 귀중한 자료적 가치를 지니고 있다.

## 참고 문헌
- 완주 구룡암 사법어 - 국가유산청 국가유산포털